# Reguła Laporte’a
Reguła Laporte’a – jedna z trzech reguł wyboru stosowana w spektroskopii elektronowej. Dotyczy związków kompleksowych zawierających środek symetrii oraz pojedynczych atomów.
Reguła Laporte’a mówi o tym, że jedynymi dozwolonymi przejściami są przejścia, którym towarzyszy zmiana parzystości. Znaczy to, iż niedozwolonymi przejściami w spektroskopii elektronowej są:
- g→g (niem. gerade – symetryczne względem środka)
- u→u (niem. ungerade – brak symetrii względem środka)

Przejścia te są wzbronione, bo momenty tych przejść są równe zeru. Oznacza to, że w kompleksach oktaedrycznych przejścia są wzbronione. Mimo tego one następują, ponieważ ligandy wykonują oscylacje względem jonu centralnego, podczas czego symetria kompleksu się obniża i występują domieszki przejść g→u (dozwolone). W kompleksach tetraedrycznych nie ma środka symetrii więc przejścia są dozwolone.